# Muralla urbana de Niebla
La muralla urbana de Niebla es una fortificación situada en el municipio español de Niebla, en la provincia de Huelva (Andalucía). De origen medieval, en la actualidad está considerado el mayor recinto de este tipo en Europa y también el mejor conservado. Desde 1945 el conjunto se encuentra declarado Bien de Interés Cultural, con la categoría de Monumento. Desde hace algunos años las murallas de Niebla se han postulado para ser designadas como Patrimonio de la Humanidad.

## Historia
Producto de las intervenciones arqueológicas se conoce que en una fecha cercana al cambio del II-I milenio a. C. (Bronce final prefenicio), como resultado de los cambios que se están produciendo en todo el suroeste peninsular con la introducción de la metalurgia del bronce, Niebla se dotará de una primera muralla de piedra, observándose desde entonces una sucesión de hasta 7 niveles superpuestos de muralla, siendo la almohade que ahora se contempla, la más monumental y mejor conservada. 
La segunda fase viene dada por el arrasamiento parcial y los procesos erosivo-sedimentarios que afectan a la primera muralla. Posteriormente se construiría la segunda muralla, con cronologías del Bronce fenicio, entre los siglos VIII y VI a. C. Nuevas reparaciones y alzados aparecen en el siglo II a. C., en época ibero-romana republicana. La muralla romana se ha fechado en torno a finales del siglo I d. C. y sobre ella se levantará la muralla almohade (siglos XII y XIII). Se observan con posterioridad reformas entre los siglos XIV y XV que afectan al alzado superior de las murallas y, finalmente, quedan indicios de mínimas intervenciones durante el siglo XVI. 
Existe constancia documental de que a finales del siglo XVIII la muralla solo conservaba su almenado en un tramo reducido del lienzo, consecuencia del abandono y del expolio para reaprovechamiento de sus materiales en otras construcciones. Entre 1810 y 1811, durante el transcurso de la guerra de la Independencia, las fuerzas francesas acometieron diversos trabajos de reparación y mantenimiento en el recinto amurallado. En ese contexto, Niebla se convirtió en un importante centro militar y logístico del ejercito ocupante. Cuando en 1812 los franceses se retiraron de la localidad, procedieron a la voladura del castillo; las explosiones también habrían dañado seriamente la muralla.
En las últimas décadas del siglo XX se procedió a la restauración de la mayor parte de las murallas, a excepción del tramo comprendido entre las torres 29 y 35, en el talud del río Tinto. Estas restauraciones presentan gran inestabilidad en su masa y se están desprendiendo.

## Características
Las murallas de Niebla ciñen completamente la población, describiendo el perímetro del promontorio a orillas del río Tinto donde está enclavada. Forman un polígono irregular más accidentado por el lado Sur y más preciso por el Norte. La muralla tiene aproximadamente 2 km de longitud, encerrando una superficie de 16 hectáreas. Su perímetro está jalonado por 50 torreones de sección cuadrada o rectangular, excepto dos situados en la parte oriental que son octogonales.
Las murallas, edificadas con tapias de tierra arcillosa rojiza y esquinales de cantería, describen un enorme polígono irregular cuyo foso natural, por dos de sus frentes, es el río Tinto. La muralla está flanqueada por torres macizas de tierra y ladrillo con esquinas de piedra. Son rectangulares, de poco saliente, siguiendo todavía un tipo califal. Carecen de cámara superior y sus terrazas destacan con muy poca altura sobre el adarve, desmantelado en la actualidad e invadido por vegetación parásita. Han desaparecido las almenas que debieron ser rematadas en pirámides. En este tipo de torre, poco saliente sobre el adarve, debieron inspirarse las de otras murallas cristianas posteriores. La fábrica está construida fundamentalmente a base de tapial de tierra roja del lugar, reforzándose con sillares los ángulos exteriores de los torreones. A menudo, la fábrica de tapial se asienta sobre resistente fábrica de sillería, sobre todo los torreones. La mayor parte de la fábrica es obra almohade del siglo XII.

### Puertas

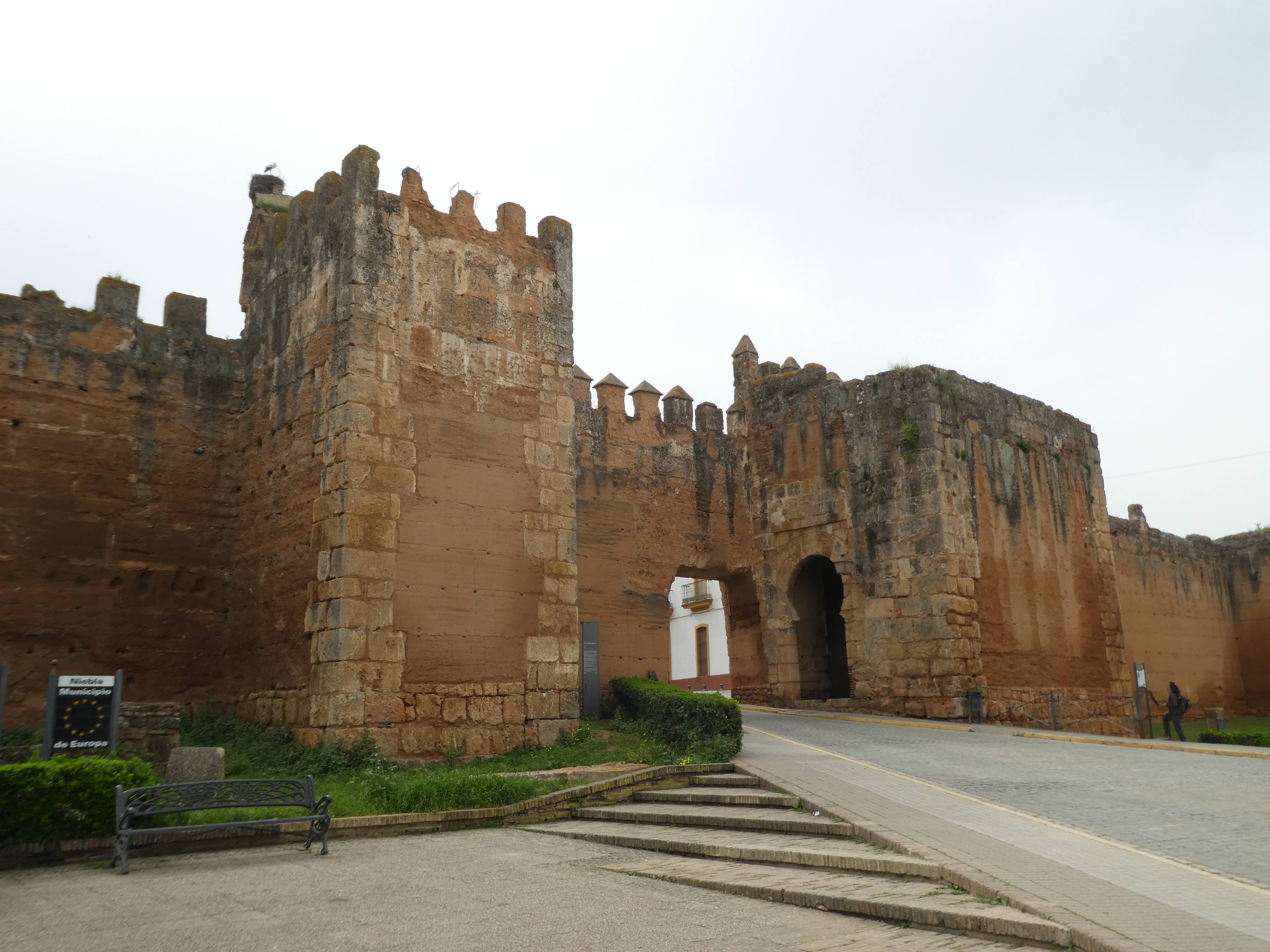
Puerta del Socorro. El arco de herradura es la puerta en recodo original. A su izquierda se encuentra el acceso para el tráfico rodado, abierto posteriormente.

El recinto amurallado está compuesto por cinco puertas de acceso en recodo: la del Socorro, la de Sevilla, la del Embarcadero, la del Agua y la del Buey. Las de mayor relevancia son las de Sevilla y la del Buey, por ser estas de donde partían los caminos a Sevilla y Huelva, respectivamente. Además de estas cinco puertas, existe una poterna (cegada) al Oeste del recinto, un postigo llamado «Puerta del Agujero» que presumiblemente se abrió en el siglo XV para facilitar el acceso al castillo y otros dos accesos junto a las puertas del Buey y del Socorro, abiertos más recientemente para facilitar el tráfico rodado.